# Клевакіна Ольга Василівна
Ольга Василівна Клевакіна (рос. Ольга Васильевна Клевакина; нар. 4 квітня 1962) — радянська плавчиня, олімпійська медалістка.

## Виступи на Олімпіадах
| Олімпіада   | Дисципліна                            | Місце      |
| ----------- | ------------------------------------- | ---------- |
| Москва 1980 | плавання на 100 метрів вільним стилем | 4          |
| Москва 1980 | плавання на 200 метрів вільним стилем | 4          |
| Москва 1980 | плавання на 400 метрів вільним стилем | 8          |
| Москва 1980 | естафета 4 × 100 вільним стилем       | AC h2 r1/2 |
| Москва 1980 | 400 метрів, комплексне плавання       | 7          |
| Москва 1980 | комплексна естафета 4 × 100           | 3          |